# مصباح ۱
مصباح ۱ یک ضدهوایی ساخت کشور ایران است که برای دفاع علیه موشک‌های هدایت‌شونده توسعه یافته‌است. این ضدهوایی در سال ۱۳۸۹ به دست وزیر دفاع وقت ایران احمد وحیدی رونمایی شده و در آزمایش، هدف را به‌طور کاملاً موفق‌آمیز منهدم کرد. چند ماه بعد تولید این سلاح آغاز شد.

## طراحی
این سلاح ضدهوایی از چهار زو-۲۳–۲ استفاده می‌کند که بر روی یک پایه قابل چرخش نصب شده‌اند. هر یک از چهار سلاح نصب شده بر روی مصباح از خشاب‌های خودشان به صورت مستقل استفاده می‌کنند. به‌طور شگفت‌آوری مصباح به جای شلیک ۸۰۰۰ گلوله در دقیقه ۴۰۰۰ گلوله در دقیقه شلیک می‌کند که شاید دلیل آن این باشد که توسعه دهندگان آن می‌خواستند در استفاده از مهمات صرفه جویی کنند. مصباح ۱ می‌تواند در زوایای مختلفی بچرخد اما میزان دقیق آن مشخص نیست.
این سیستم از یک رادار و سنسور نوری گرمایی (فروسرخی) برای کشف اهداف به صورت اتوماتیک استفاده می‌کند. رادار این سیستم از نوع آرایه صفحه‌ای با دقتی خوب است که اهداف را پیدا می‌کند و موقعیت هدف را به سیستم کنترل آتش می‌دهد.
مصباح می‌تواند به هواپیماهای ثابت بال، متحرک بال یا به موشک‌های هدایت شونده در ارتفاعات بسیار پایین حمله کند. سیستم کنترل اتوماتیک مصباح باعث می‌شود که حتی یک نفر هم بتواند به تنهایی با آن کار کند.

## به کار گیرنده‌ها
ایران